# Coromoro
Coromoro es un municipio del departamento de Santander, Colombia, forma parte de la provincia de Guanentá, a tan solo 2 horas de San Gil, y a 148 km de la capital santandereana, Bucaramanga.

## División político-administrativa
Además de su cabecera municipal, tiene bajo su jurisdicción el centro poblado Cincelada.
Las veredas que componen el municipio de Coromoro son las siguientes:
- Anacal Alto, Anacal Bajo, Árbol Solo, Arrayana, Batán, Chagres, El Anzuelo, El Fical, El Llano, El Playón, El Centro, Guachavita, Guadual, Hatillo Alto, Hatillo Bajo, La Hoya, La Laguna, La Mina, Los Pinos, Menempa, Naranjal, Percachal, Pueblo Viejo, Salina, San José, Santa Clara, Ture y Zúñiga.

## Geografía
Dentro de la geografía del municipio de Coromoro se destaca la presencia de cerros y altas montañas (en los límites con Onzaga sobrepasan los 3.800 m s. n. m.), la abundancia árboles, así como cultivos agrícolas. Se destaca la presencia del río Yama, gran afluente que abastece de agua al pueblo. El municipio limita al sur con los municipio de Belén (Boyacá) y Encino; al occidente con el municipio de Charalá; al oriente con el municipio de Onzaga y al norte con el municipio de Mogotes.

## Fauna y flora
Debido a la presencia de diferentes climas en el municipio, la variedad de fauna y flora es inmedible. 
Es común ver animales como el fara, picur, armadillo, ardilla, zorros, conejo silvestre, pájaros carpinteros, guañuz, toches y en la zona alta (2200-3800 m s. n. m.) habitan (aunque muy escasos) osos de anteojos y pumas.
Especies de árboles como la ceiba son comunes en este municipio, también lo son los arrayanes y  orejones. Hacia la zona alta se encuentran selvas húmedas de alta montaña, páramo y semipáramo donde es común encontrarse con los famosos frailejones.

## Hidrología
Hidrológicamente el municipio tiene dos subcuencas importantes: la del río Táquiza y la del río Ture. La subcuenca del río Táquiza está compuesta por las microcuencas de los ríos Yama, Guachavita y Táquiza Bajo; a su vez el río Yama lo conforman otros afluentes de menor caudal tales como La Chorrera, que a su vez está compuesto por las quebradas : Pichones, El Cerrito y La Hoya. Las Ánimas está formada por las quebradas: Campamento, Pajal y Hoyo Negro. La parte alta del río Yama la conforman las quebradas: Chuscal, Agua Blanca, Robles, La Charra, El Gavital, El Venado y El Cebadero. La zona del río Yama Bajo está compuesto por las quebradas Bramadora, La Osera y La Chiquita.

## Economía
Se destaca en el municipio la cobertura vegetal de sistemas agroforestales, cultivos permanentes y semipermanentes, de tabaco, fríjol, café, maíz y fique principalmente. También se pueden mencionar otros cultivos como yuca, plátano, tomate, pimentón y algunos cítricos y frutales, entre otros. 
El ecosistema estratégico más importante corresponde al sector que atraviesa el río Chicamocha, que configura el límite de este municipio con las poblaciones de Cepitá, Molagavita y Mogotes, el río es utilizado por la población para múltiples actividades, tales como, pesca, riegos y vertimiento de residuos entre otros.

## Alcaldes por elección popular
- Aldemar López Cáceres (1986-1988)
- Luis Henry Antolínez (1989-1991)
- Rodolfo Sánchez Álvarez (1992-1994) (2024-2027)
- Josué Ramiro Palomino (1995-1997)
- Didier Alfonso Saavedra Quintanilla (1998-2000) (2004-2007)
- Rubén Darío Martínez Cáceres (2001-2003)
- Luis María Sanabria Ardila (2008-2011)
- Wilson Hernán Sanabria Pico (2012-2015)
- Sandra Milena Amaya Gamez (2016-2019)
- Carlos Augusto Martínez Cáceres (2020-2023)